# Johann von Oppolzer
Johann von Oppolzer (4. srpna 1808, Nové Hrady - 16. dubna 1871, Vídeň) byl rakouský lékař a univerzitní učitel a byl pokládán za zakladatele komplexního určování diagnózy a léčby na Druhé vídeňské lékařské škole. Jeho synem byl Theodor von Oppolzer.

## Život
Po brzké smrti svých rodičů se musel živit jako soukromý učitel a po dobu studií si přivydělávat. V roce 1835 byl na Karlově univerzitě v Praze promován jako Dr. med. Až do roku 1839 pracoval jako asistující lékař u Julia Vincence Krombholze (1782-1843) na pražské klinice a potom si otevřel vlastní ordinaci jako praktický lékař. Brzy byl pokládán za nejlepšího lékaře v Praze a po odchodu Julia Krombholze byl jmenován jeho nástupcem na univerzitní klinice. Spolupracoval s významným vědcem, profesorem Adolfem Martinem Pleischlem, s jehož dcerou Marii se oženil.
V roce 1848 vyslyšel pozvání na univerzitu v Lipsku a přijal vedení tamější Jakubské nemocnice. O Velikonocích 1850 ho povolal hrabě Leo von Thun-Hohenstein (1811-1888) na univerzitu do Vídně. Jeho kolegové Josef Škoda (1805-1881) a Karel Rokytanský (1804-1878) stáli proti němu z počátku rezervovaně, protože se stal představitelem fyziologické medicíny a podle jejich názorů byl patolog. Brzy patřil mezi nejoblíbenější učitele a stal se mezinárodně uznávaným a vyhledávaným lékařem. Protože často předepisoval lázeňskou léčbu, stal se příznivcem rakouských lázeňských míst. Mimoto využíval také elektroléčbu a stal se důležitým představitelem vídeňské lékařské školy. V letech 1860/1861 byl rektorem Vídeňské univerzity.
Mezi jeho žáky, mezi jinými, patřil Moriz Benedikt (1835-1920) – neurolog, Josef Breuer (1842-1920), Johann Schnitzler (1835-1893) a Joseph Seegen (1822–1904).
V roce 1854 koupil po Karoline Pichler (1769-1843) dobrý dům v Alser Straße 25 v 8. vídeňském okrese Josefstadt.
Zemřel na infekci tyfu[nepřesný odkaz], který se v té době ve Vídni rozšířil v epidemii. Jeho hrob se nachází v rodinné hrobce v části "staré arkády" na vídeňském ústředním hřbitově (Skupina AAL, č. 34).

## Vyznamenání
- 1860 Propůjčen Císařský rakouský řád Leopoldův
- 1869 Povýšen do rytířského stavu
- 1874 Pojmenování ulice "Oppolzergasse" ve Vídni, 1. okrese Vnitřní město; předtím "Kleppergasse"
- 1890 Odhalení pomníku od Viktora Tilgnera (1844-1896) v "Arkádovém dvoře" Vídeňské univerzity se dvěma portrétními medailony Johanna a jeho syna Theodora von Oppolzera (1841-1886)

## Dílo
- Vorlesungen über spezielle Pathologie und Therapie (Oppolzer's Vorlesungen über specielle Pathologie und Therapie). 2 Bände. Bearbeitet und herausgegeben von Emil Ritter von Stoffela. Enke, Erlangen 1866 und 1872.